# Метт Голланд
Метт Голланд (англ. Matt Holland; нар. 11 квітня 1974, Бері) — ірландський футболіст, півзахисник.
Насамперед відомий виступами за клуби «Іпсвіч Таун» та «Чарльтон Атлетик», а також національну збірну Ірландії.

## Клубна кар'єра
У дорослому футболі дебютував 1995 року виступами за команду клубу «Борнмут», в якій провів два сезони, взявши участь у 104 матчах чемпіонату.
Своєю грою за цю команду привернув увагу представників тренерського штабу клубу «Іпсвіч Таун», до складу якого приєднався 1997 року. Відіграв за команду з Іпсвіча наступні шість сезонів своєї ігрової кар'єри. Більшість часу, проведеного у складі «Іпсвіч Тауна», був основним гравцем команди.
2003 року перейшов до клубу «Чарльтон Атлетик», за який відіграв 6 сезонів. Граючи у складі «Чарльтон Атлетик» також здебільшого виходив на поле в основному складі команди. Завершив професійну кар'єру футболіста виступами за команду «Чарльтон Атлетик» у 2009 році

## Виступи за збірну
1996 року дебютував в офіційних матчах у складі національної збірної Ірландії. Протягом кар'єри у національній команді, яка тривала 11 років, провів у формі головної команди країни 49 матчів, забивши 5 голів.
У складі збірної був учасником чемпіонату світу 2002 року в Японії і Південній Кореї.